# The Carpenter
«The Carpenter» (с англ. — «Плотник») — первый сингл группы Nightwish из альбома Angels Fall First. Был выпущен на деньги самой группы.
Кроме песни «The Carpenter» на диск были включены две песни других финских рок-групп: Children of Bodom и Thy Serpent.

## Список композиций
1. «The Carpenter» — 5:55
2. «Red Light in My Eyes, Part 2» (Children of Bodom) — 3:50
3. «Only Dust Moves» (Thy Serpent) — 7:09

## Текст
Текст песни в аллегорической форме касается темы религии. Под плотником подразумевается Иисус Христос.

## Видеоклип
На песню в 1998 году был снят видеоклип с участием как самой группы, так и актёров. Режиссёром клипа стал Сами Кайко. В клипе инженер эпохи Возрождения конструирует примитивный планер в духе чертежей Леонардо да Винчи и в конце клипа взлетает на нём.

## Состав
- Туомас Холопайнен — вокал, клавишные
- Тарья Турунен — вокал
- Эрно Вуоринен — гитара, бас-гитара
- Юкка Невалайнен — ударные